# Каммингс, Рэй
Рэймонд Кинг Каммингс (англ. Raymond King Cummings, более известен как Рэй Каммингс, 30 августа 1887 — 23 января 1957) — американский писатель и инженер.

## Биография
Рэй Каммингс родился 30 августа 1887 года в Нью-Йорке. Один курс отучился в Принстонском университете, работал секретарём на предприятии Томаса Алвы Эдисона.
Начал публиковаться в 1919 году, дебютная публикация — рассказ «Девушка в золотом атоме» («The Girl in the Golden Atom») в журнале «All-Story» (выпуск от 15 марта). На протяжении 1920—1930-х годов Каммингс оставался одним из наиболее популярных авторов журнала «Argosy» и нескольких других, в которых напечатал множество рассказов и ряд романов в разных жанрах, но наибольшую популярность приобрели его произведения в жанре приключенческой фантастики. Считается, что он способствовал значительному росту популярности этого жанра до появления специализированных журналов фантастики.
Основные произведения Каммингса — цикл «Материя, Пространство и Время»: романы «Люди огня» («The Fire People», 1922), «Человек, который повелевал временем» («The Man Who Mastered Time», 1924), «Принцесса атома» («Princess of the Atom», 1929), «Теневая девушка» («The Shadow Girl», 1929), «Бегство из времени» («The Excile of Time», 1931). Дилогия «Тама» написана в подражание «марсианской» серии Э. Р. Берроуза: земную девушку похищают жители Меркурия, и она постепенно становится их повелительницей: «Тама из Страны Света» («Tama of the Light Country», 1930), «Тама, принцесса Меркурия» («Tama, Princess of Mercury», 1931).
Помимо романов, Каммингс написал множество повестей и рассказов — фантастических, детективных и приключенческих, — для разных тематических pulp-журналов. Его произведения на протяжении 1920—1940-х годов часто появлялись в специализированных журналах фантастики «Amazing Stories», «Astounding Science Fiction», «Wonder Stories» и других.
Иногда Рэй Каммингс публиковался также под псевдонимами «Рэй Кинг», «Габриэль Каммингс» и «Гэбриэл Уилсон».
К началу 1940-х годов популярность Каммингса постепенно сошла на нет, и к 1950 году он практически перестал публиковаться.
Рэй Каммингс скончался в Маунт Вернон 23 января 1957 года.